# Liste der Könige von Lydien
Dieses Lemma listet die Könige des antiken Königreiches von Lydien (auch Mäonien genannt) im heutigen Westanatolien (Kleinasien). Historische Quellen berichten von drei Dynastien, wovon die erste vollständig und zumindest der Beginn der zweiten aus dem Bereich der Mythen entstammt. Ab dem achten Jahrhundert v. Chr. existieren dann Belege über die Herrscher dieser Dynastie, ebenso über die nachfolgende.

## Atyaden
Je nach Quelle auch Tantaliden genannt.
Der im fünften Jahrhundert v. Chr. im Südwesten Kleinasiens lebende griechische Historiker Herodot benennt im ersten Buch seiner Historien Manes und dessen Sohn Atys (lat. Atyllus) als erste Könige von Mäonien.
Andere Quellen wie die Historiker Xanthos (zur gleichen Zeit in Lydien lebend) und Strabon (zur Zeit Christi im Norden Kleinasiens lebend), benennen Tmolos und seinen Sohn Tantalos als Könige Lydiens gleicher Zeitepoche.
Verbindendes Glied ist Omphale, die in beiden Quellen genannt wird, daher steht zu vermuten, dass es sich bei den vorgenannten um die gleichen Personen handelt.
| Name nach Herodot | Name nach Strabon | Bemerkungen                                                                          |
| ----------------- | ----------------- | ------------------------------------------------------------------------------------ |
| Manes             | Tmolos            | von einem Stier (Zeus?) aufgespießt                                                  |
| Omphale           | Omphale           | Witwe des Tmolos, nach ihm Königin                                                   |
| Atys              | Tantalos          | Sohn von Tmolos (bzw. Zeus) und Plouto                                               |
| Lydos             | Broteas           | Sohn von Tantalos und Dione, stürzte sich im Wahnsinn ins Feuer, Namensgeber Lydiens |
|                   | Tantalos (II.)    | Sohn des Broteas, verheiratet mit Klytaimnestra, getötet von seinem Vetter Agamemnon |

## Herakleiden
Nach des Herakles lydischem Sklavennamen „Tylos“ auch Tyloniden genannt.
Nachdem Agamemnon den Thron und Klytaimnestra geraubt hat, beginnt laut Herodot mit dessen Vetter Agron eine neue Dynastie in der neuen Hauptstadt Sardes.
Agron war dem Mythos nach ein Nachkomme aus zweiter Ehe der Omphale mit Herakles, deren Sohn Alkaios war Vater des Belos, dieser wiederum Vater des Ninos, legendärer König von Assyrien.
| Name (aka.)                        | Daten nach Herodot | Bemerkungen                                                                   |
| ---------------------------------- | ------------------ | ----------------------------------------------------------------------------- |
| Agron                              | 1216–? v. Chr.     | Sohn des Ninos                                                                |
| …                                  |                    | 17 namentlich nicht bekannte Könige, jeweils Söhne der vorangegangenen Könige |
| Ardys I. (Ardysus I.)              | 790–754 v. Chr.    | Sohn des vorangegangenen Königs                                               |
| Alyattes I.                        | 754–740 v. Chr.    | Sohn des Ardys I.                                                             |
| Meles (Myrsus)                     | 740–728 v. Chr.    | Sohn des Alyattes I.                                                          |
| Sadyattes I. (Myrsilus, Kandaules) | 728–711 v. Chr.    | Sohn des Meles, ermordet von Gyges                                            |

## Mermnaden
Gewaltsam auf den Thron gekommen begründet Gyges, der Sohn des Daskylos, die kurze, aber machtvolle Dynastie der Mermnaden, unter der Lydien zunächst zum Höhepunkt seiner Macht in Kleinasien kommt und nach der Niederlage des Kroisos gegen den Perserkönig Kyros II. zerschlagen wird.
Obwohl historisch belegt, bestehen Zweifel an der Korrektheit der von Herodot überlieferten Zeiten. Neuzeitliche Untersuchungen liefern basierend auf der assyrischen Geschichte abweichende Daten.
Winfried Held verbindet den Namen von Mermnaden etymologisch mit dem in der Bronzezeit existierenden Königreich von Mira, mit der Hauptstadt in der Stadt Apasa (später Ephesus). Held weist auf die Ehrfurcht hin, die die Mermnaden den Heiligtümern der von Lydien entfernten Stadt Ephesus entgegenbrachten und ihnen beträchtliche Mittel spendeten.
| Name                    | Daten nach Herodot | Daten Assyrisch     | Bemerkungen                                        |
| ----------------------- | ------------------ | ------------------- | -------------------------------------------------- |
| Gyges                   | 710–672 v. Chr.    | vor 668–644 v. Chr. | Usurpator, heiratet Witwe des Kandaules            |
| Ardys II. (Ardysus II.) | 671–624 v. Chr.    | 643–624 v. Chr.     | Sohn des Gyges                                     |
| Sadyattes II.           | 625–613 v. Chr.    | 623–613 v. Chr.     | Sohn des Ardys II.                                 |
| Alyattes II.            | 613–556 v. Chr.    | 611–556 v. Chr.     | Sohn des Sadyattes II., „Erfinder“ der Münzprägung |
| Kroisos                 | 555–541 v. Chr.    | 555–541 v. Chr.     | Sohn des Alyattes II.                              |